# Moniteau megye
Moniteau megye az Amerikai Egyesült Államokban, azon belül Missouri államban található. Megyeszékhelye és legnagyobb városa California. Lakosainak száma 15 473 fő (2020. április 1.). Moniteau megye Boone, Miller, Cole, Morgan és Cooper megyékkel határos.

## Népesség
A megye népességének változása:
| Lakosok száma | 15 623 | 15 693 | 15 674 | 15 748 | 15 963 | 15 473 |
|               | 2010   | 2011   | 2012   | 2013   | 2015   | 2020   |